# Оронгой (станція)
Оронгой (рос. Оронгой) — населений пункт Іволгинського району Бурятії та станція Улан-Уденського регіону Східносибірської залізниці Росії, розташована на дільниці Заудинський — Наушки між станціями Ганзуріно (відстань — 12 км) і Убукун (13 км). Відстань до ст. Заудинський — 70 км, до державного кордону — 183 км.